# Laingholm
Laingholm est une petite localité située dans la région d’Auckland dans l’Île du Nord de la Nouvelle-Zélande.

## Situation
Elle est localisée dans la chaîne de Waitakere, à l’ouest de la cité d’Auckland, dans l’une des régions ayant la plus importante croissance de l'Île du Nord de la Nouvelle-Zélande.

## Population
La population était de 2 490 habitants en 2006 selon le recensement de 2006 en Nouvelle-Zélande, en augmentation de 33 résidents par rapport à 2001 .

## Toponymie
Le nom est dérivé de celui de ‘George et John Laing’, qui tenaient une ferme dans ce secteur, qu’ils avaient commencé à exploiter en 1854 , avant qu’elle ne soit subdivisée, et des célébrations se sont tenues en 2003 pour le 150 e anniversaire de la colonisation européenne du secteur.

## Géographie
La banlieue de Laingholm est localisée sur les berges du mouillage de Manukau Harbour et dans la chaîne de Waitakere. 
Elle offre en octobre 2018 une des quelques opportunités, qui restent dans la région d’Auckland de vivre dans un environnement naturel et de nombreuses maisons sont entourées de bush natif. 
Initialement c’était une simple destination de vacances et les maisons furent construites dans le début du XIXe siècle après que les terrains agricoles de la ferme originale eurent été vendus en lots.
Avec l’amélioration des routes, l’augmentation des possesseurs de voitures et l’expansion d’Auckland, Laingholm est maintenant englobée dans la distance qui permet les aller-retours dans le centre de la cité dans la journée.

## Éducation
L’école de « Laingholm School» est une école mixte, contribuant au primaire, (allant de l’année 1 à 6) avec un taux de décile de 10 et un effectif de 324 élèves . 
L’école fut fondée en 1950 .
L’école  de Titirangi nommée « Rudolf Steiner school», est en fait localisée dans la ville de Laingholm. C’est l’une des seules écoles de type « Steiner » de Nouvelle-Zélande, non intégrée au service public. Elle a été augmentée récemment d’une école supérieure.